# La Captive
La Captive is een Frans-Belgische dramafilm uit 2000 onder regie van Chantal Akerman. Het scenario is deels gebaseerd op de roman La Prisonnière (1923) van de Franse auteur Marcel Proust.

## Verhaal
Ariane en Simon wonen samen in een appartement in Parijs. Simon verlangt zozeer naar Ariane dat hij haar voortdurend ondervraagt en laat schaduwen. Ariane voelt zich tot vrouwen aangetrokken. Dat doet Simon enerzijds pijn, maar anderzijds voedt het zijn begeerte.

## Rolverdeling
| Acteur               | Personage      |
| -------------------- | -------------- |
| Stanislas Merhar     | Simon          |
| Sylvie Testud        | Ariane         |
| Olivia Bonamy        | Andrée         |
| Liliane Rovère       | Françoise      |
| François Bertin      | Grootmoeder    |
| Aurore Clément       | Léa            |
| Vanessa Larré        | Hélène         |
| Samuel Tasinaje      | Levy           |
| Jean Borodine        | Chauffeur      |
| Anna Mouglalis       | Isabelle       |
| Bérénice Bejo        | Sarah          |
| Adeline Chaudron     | Prostituee     |
| Sophie Assante       | Zingende vrouw |
| Christopher Gendreau | Piccolo        |
| Sébastien Haddouk    | Schilder       |